# Chromi(II) fluoride
Chromi(II) fluoride là một hợp chất vô cơ với công thức hóa học CrF2. Nó tồn tại dưới dạng một chất rắn màu lục lam. Chromi(II) fluoride ít hòa tan trong nước, gần như không hòa tan trong rượu, và hòa tan trong acid chlorhydric đun sôi, nhưng không phản ứng với acid sunfuric hoặc acid nitric đặc nóng. Giống như các hợp chất Chromi khác, Chromi(II) fluoride dễ dàng bị oxy hóa thành Chromi(III) oxide trong không khí.

## Điều chế và cấu trúc
Hợp chất được điều chế bằng cách thổi hydro fluoride qua Chromi(II) chloride. Phản ứng sẽ tiến hành ở nhiệt độ phòng nhưng thường được làm nóng đến 100–200 °C (212–392 °F; 373–473 K) để đảm bảo hoàn thành phản ứng:
CrCl2 + 2HF → CrF2 + 2HCl
Giống nhiều đifluoride khác, CrF2 có cấu trúc giống như rutil với hình học phân tử bát diện vây quanh Cr(II) và hình học ba chiều ở F−. Hai trong số sáu liên kết Cr–F dài 2,43 Å, và bốn liên kết còn lại ngắn cỡ 2,00 Å.